# Le Repas de bébé
Le Repas de bébé (ook gekend als Déjeuner de bébé) is een Franse stomme film uit 1895. De film werd gemaakt door de gebroeders Lumière.
De film toont Auguste Lumiére en zijn vrouw Marguerite met hun baby Andrée tussen hen in. Terwijl Auguste de baby eten geeft, schenkt zijn vrouw thee (of koffie) uit.

## Rolderverling
| Acteur             | Personage |
| ------------------ | --------- |
| Andrée Lumière     | Bébé      |
| Auguste Lumière    | zichzelf  |
| Marguerite Lumière | haarzelf  |